# Чёрная Речка (приток Невы)
Чёрная Речка (Лагери, Рослово) — река в России, протекает во Всеволожском районе Ленинградской области. Длина 12 км, площадь водосборного бассейна 52,7 км². Впадает в реку Нева в 43 км от её устья, являясь правым притоком.
Система водного объекта: Нева → Балтийское море.

## Данные водного реестра
По данным государственного водного реестра России относится к Балтийскому бассейновому округу, водохозяйственный участок реки — Нева, речной подбассейн реки — Нева и реки бассейна Ладожского озера (без подбассейна Свирь и Волхов, российская часть бассейнов). Относится к речному бассейну реки Нева (включая бассейны рек Онежского и Ладожского озера).
Код объекта в государственном водном реестре — 01040300312102000008883.